# Komora (Holčovice)
Komora je část obce Holčovice v okrese Bruntál. Prochází zde silnice II/453.
Komora je také název katastrálního území o rozloze 2,94 km2.

## Název
Jméno vesnice je totožné s obecným komora, jímž se dříve označoval knížecí, královský, vrchnostenský majetek.

## Historie
První písemná zmínka o obci pochází z roku 1592.

## Vývoj počtu obyvatel
Počet obyvatel Komory (Staré a Nové) podle sčítání nebo jiných úředních záznamů:
| Rok            | 1869 | 1880 | 1890 | 1900 | 1910 | 1921 | 1930 | 1950 | 1961 | 1970 | 1980 | 1991 | 2001 |
| -------------- | ---- | ---- | ---- | ---- | ---- | ---- | ---- | ---- | ---- | ---- | ---- | ---- | ---- |
| Počet obyvatel | 631  | 543  | 546  | 468  | 416  | 390  | 402  | 87   | 192  | 98   | 83   | 74   | 81   |

1. ↑  z toho: Stará Komora 310, Nová Komora 92
2. ↑  z toho: 0 Čechoslováků, 399 Němců; 241 řím. kat., 161 evang.

V Komoře je evidováno 83 adres : 60 čísel popisných (trvalé objekty) a 23 čísel evidenčních (dočasné či rekreační objekty). Při sčítání lidu roku 2001 zde bylo napočteno 52 domů, z toho 21 trvale obydlených.

## Pamětihodnosti
- Venkovský dům čp. 52
- Venkovský dům čp. 13

## Galerie

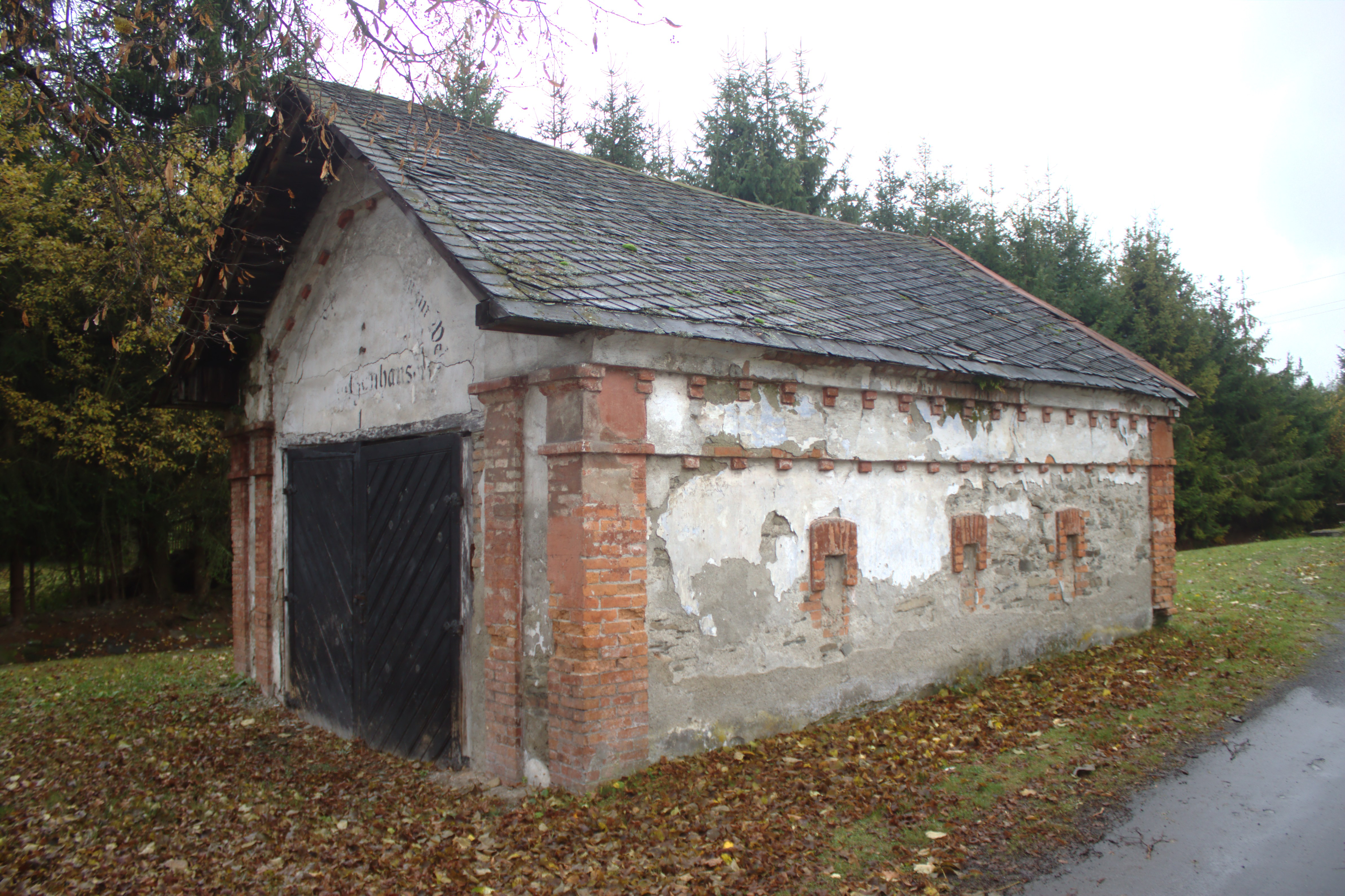
Stará hasičská zbrojnice
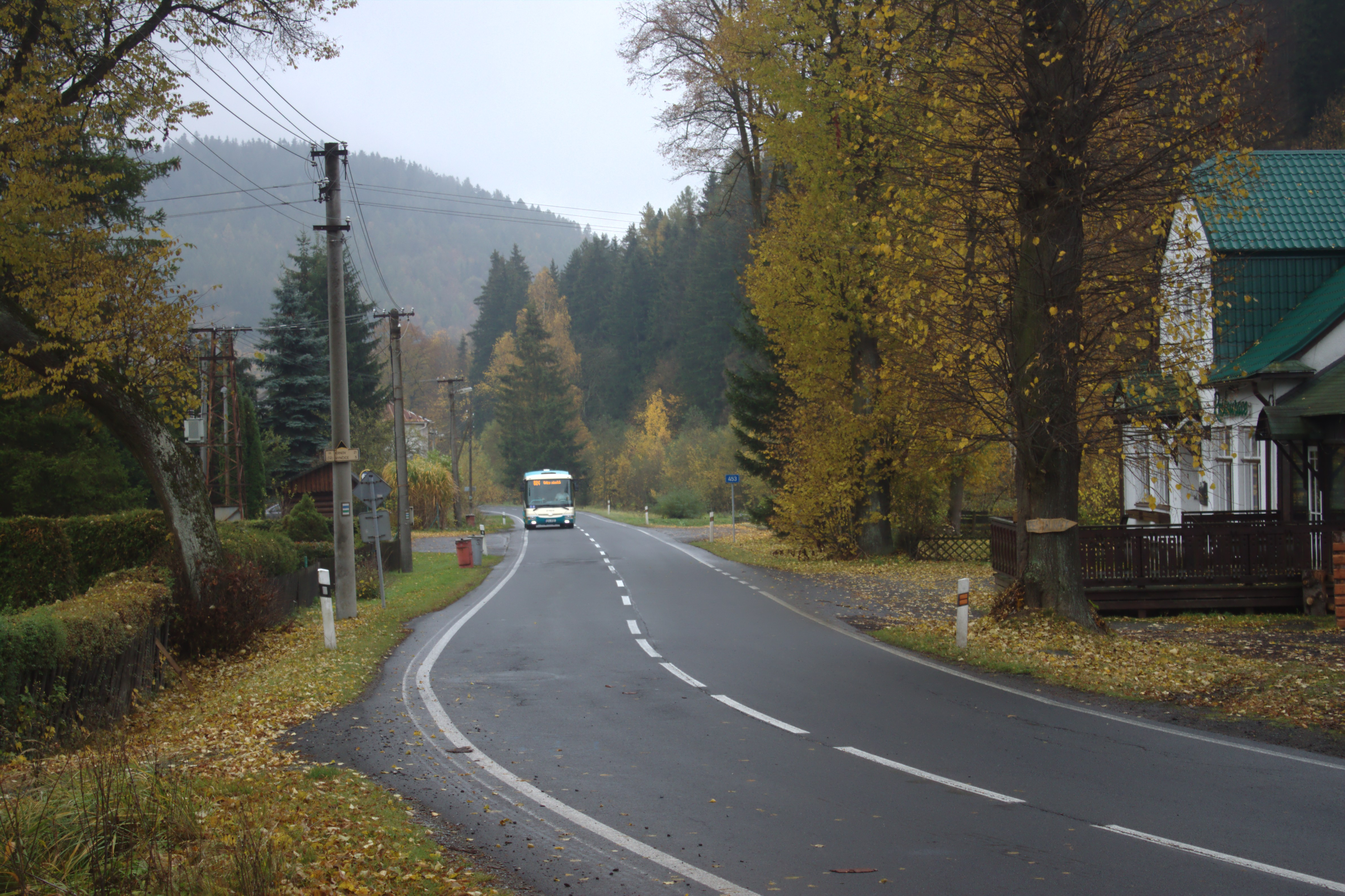
Autobus na silnici
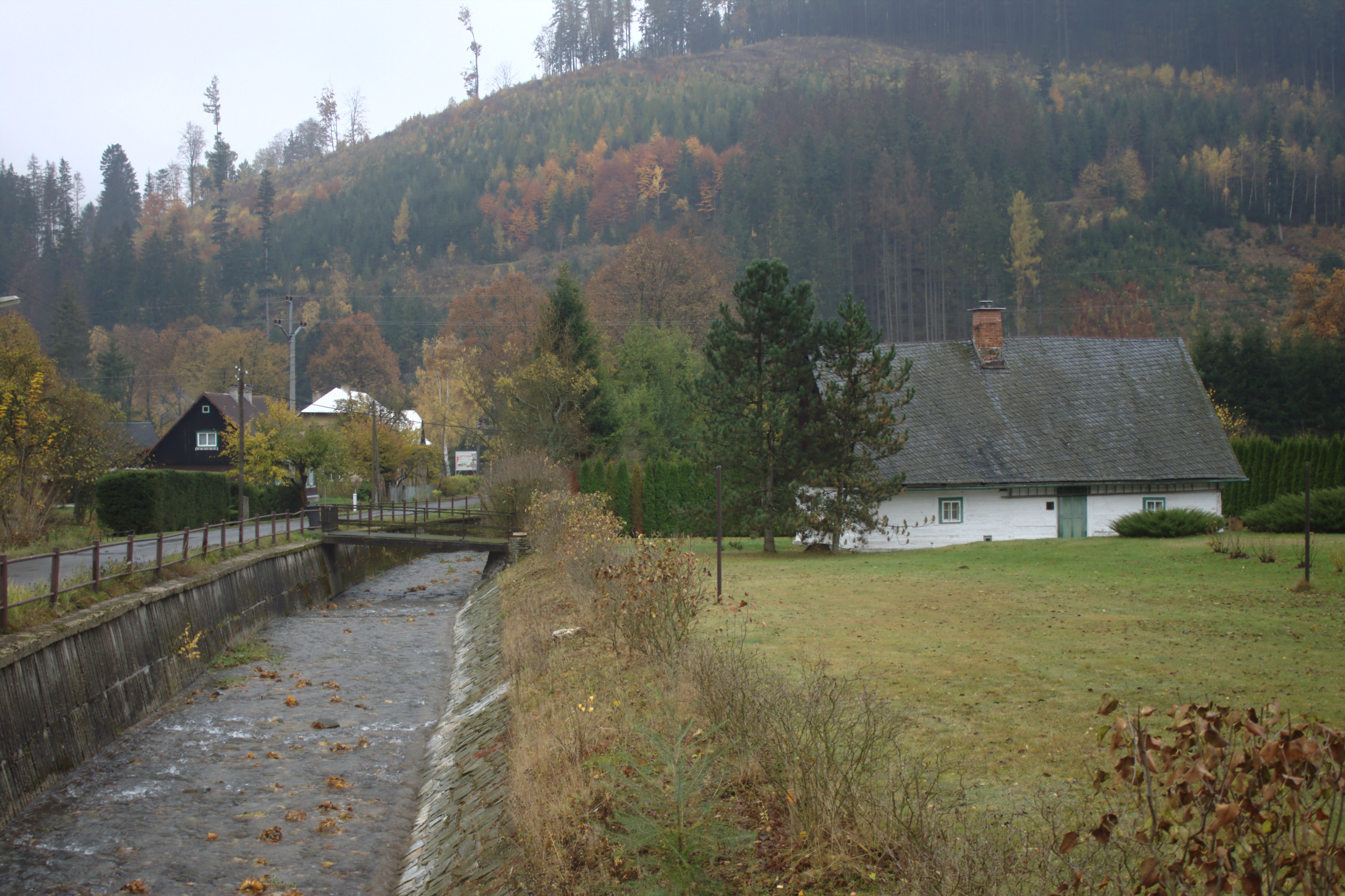
Domy u vodního toku